# История Ленкорани
История Ленкора́ни от момента основания до текущего времени.

## До XIX века
Первые упоминания о городе относятся к XVII веку. Город в 1747 году стал центром независимого Талышского ханства, созданного в 1736 году.

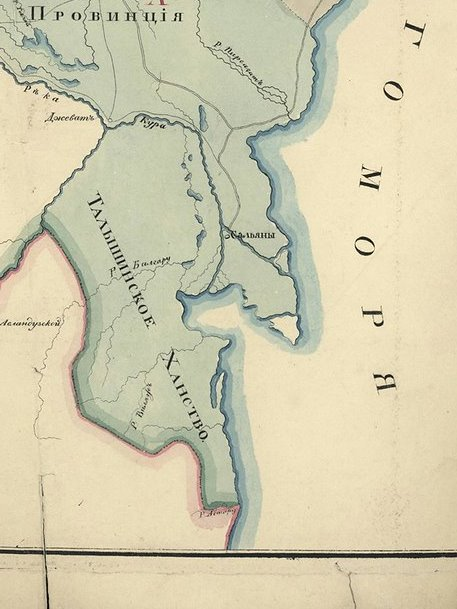
Талышинское ханство. Карта топографических сведений о Закавказских Российских провинциях, 1829

Население города занималось земледелием, садоводством, животноводством, шелководством, рыболовством, пчеловодством и охотой. Здесь были развиты изготовление медных изделий, гончарное дело и др. Важную роль в экономическом развитии Талышского ханства сыграла торговля с иранскими городами, Турцией, Россией, государствами Средней Азии, Китаем, Индией и другими странами. XVIII—XIX веках город экспортировал рис, лён, шёлк, овощи и рыбные продукты. Эти продукты в основном направлялись в Россию. Торговые отношения с Россией сыграли важную роль в развитии промышленности, образования и здравоохранения города. Впоследствии в Ленкорани были построены заводы, производившие черепицу и кирпич.
После смерти Сеид Аббаса в 1747 году Сеид Джамаледдин был провозглашён вторым талышским ханом по праву наследования, поскольку Талыш по фирману (указу) Надир-шаха от 1736 года был наследственно закреплён за его родом. Вскоре в результате заговора, в том же 1747 году был убит Надир-шах, Джамаледдин укрепился в качестве полунезависимого правителя и перенёс столицу из Астары в Ленкорань. Он предпринял ряд мер по укреплению экономической и политической мощи Талышского ханства. Для защиты от Ирана в центре ханства — Ленкорани — был произведён ряд изменений как в социально-экономической, так и культурной жизни ханства.  В 1786 году Джамаледдин скончался и ему унаследовал его сын Мир Мустафа-хан. Мир Мустафа-хан воспользовался смертью в 1789 году кубинского хана Фатали-хана и снова объявил о полной независимости Талышского ханства.
В мае 1797 года Каджарская армия захватила Шушу и приготовилась к вторжению в царство Ираклия. Он также послал 10 000 стрелков (туфангчиев) под командованием Мехдигулу Девели Каджара, Пиргулу-хана и Мухаммедали-хана Девели Каджара против войска Мир Мустафы-хана, которое было с лёгкостью разбито. Ленкорань пала. Мир Мустафа-хан отправил несколько посольств в Россию. В своих письмах к русскому правительству талышский хан писал о своей преданности русским и просил о военной помощи против возможного вторжения Фатали-шаха.В конце концов, русское правительство решило принять Талышское ханство под свой протекторат. Изданные Павлом I в феврале и марте 1800 года указы предписывали губернатору Астрахани, генералу барону Карлу Кноррингу, усилить безопасность Талышского ханства и оказать военную помощь Мир Мустафе-хану. К концу декабря, после четырёх месяцев переговоров, было подписано коллективное соглашение между ними и представителями императора Александра I. Шейхали-хан Губинский, Мехти II Тарковский, Мир Мустафа-хан Талышинский, Рустам Кайтагский и ряд других правителей обязались, помимо прочего, вести совместные действия против Каджаров в случае вторжения на Кавказ. Летом 1805 года Аббас Мирза — принц-регент и губернатор Азербайджана, командовавший каджарскими войсками, сражавшимися против русских — разместил часть своих сил в защитном порядке в Ленкорани и Сальяне.

## XIX—XX века
После окончания второй русско-иранской войны 1826—1828 годов земли Талышского ханства севернее реки Астара, включая Ленкорань вошли в состав России. В 1840 году на территории Закавказья была образована Каспийская область, состоявшая из 7 уездов, одним из которых стал Талышинский уезд. Наконец, в 1846 году на основании «Положения о разделении Закавказского края» от 14 декабря 1845 года Талышинский уезд был переименован в Ленкоранский и вошёл в состав новообразованной Шемахинской (с 1859 года — Бакинской) губернии Российской империи. В 1920 году Ленкоранский уезд стал частью Азербайджанской ССР, а в 1929 году был упразднён. 
В 1913 году в Ленкорани по заказу потомка правителей Талышского ханства Мирахмедахана Талышинского (1883—1916) для своей супруги Тугры ханум был построен Ханский дворец в стиле барокко.
В 1937 году здесь был построен первый в Азербайджане чайный завод.
Указом Кабинета Министров Азербайджанской Республики № 319 от 25 сентября 1991 года в городе создан Ленкоранский государственный университет, который по указу от 23 июля 1992 года приобрёл статус самостоятельного Государственного Университета.

## XXI век
В 2008 году в городе открылся завод по переработке молока.